# فرنسيس بيرسون
فرنسيس بيرسون (بالإنجليزية: Francis Pearson)‏ هو سياسي بريطاني (وحمل سابقاً جنسية المملكة المتحدة لبريطانيا العظمى وأيرلندا)، ولد في 13 يونيو 1911، وتوفي في 17 فبراير 1991. حزبياً، نشط في حزب المحافظين. في الانتخابات العامة في المملكة المتحدة 1959 ‏، انتخب عضو البرلمان الثاني والأربعون للمملكة المتحدة ‏ عن دائرة Clitheroe (UK Parliament constituency) ‏ (8 أكتوبر 1959 – 25 سبتمبر 1964) وفي الانتخابات العامة في المملكة المتحدة 1964 ‏، انتخب عضو البرلمان الثالث والأربعون للمملكة المتحدة عن دائرة Clitheroe (UK Parliament constituency) ‏ (15 أكتوبر 1964 – 10 مارس 1966) وفي الانتخابات العامة في المملكة المتحدة 1966 ‏، انتخب عضو البرلمان الرابع والأربعون للمملكة المتحدة عن دائرة Clitheroe (UK Parliament constituency) ‏ (31 مارس 1966 – 29 مايو 1970).